# Kanton Cerizay
Der Kanton Cerizay ist seit 1790 ein französischer Wahlkreis für die Wahl des Départementrats im Arrondissement Bressuire im Département Deux-Sèvres in der Region Nouvelle-Aquitaine; sein Bureau centralisateur befindet sich in  Cerizay.

## Gemeinden
Der Kanton besteht aus 18 Gemeinden mit insgesamt 26.282 Einwohnern (Stand: 1. Januar 2022) auf einer Gesamtfläche von 470,30 km²:
| Gemeinde                  | Einwohner 1. Januar 2022 | Fläche km² | Dichte Einw./km² | Code INSEE | Postleitzahl        |
| ------------------------- | ------------------------ | ---------- | ---------------- | ---------- | ------------------- |
| Bretignolles              | 596                      | 13,16      | 45               | 79050      | 79140               |
| Cerizay                   | 4.795                    | 18,55      | 258              | 79062      | 79140               |
| Chanteloup                | 982                      | 20,71      | 47               | 79069      | 79320               |
| Cirières                  | 949                      | 16,83      | 56               | 79091      | 79140               |
| Clessé                    | 925                      | 29,08      | 32               | 79094      | 79350               |
| Combrand                  | 1.194                    | 24,62      | 48               | 79096      | 79140               |
| Courlay                   | 2.403                    | 29,46      | 82               | 79103      | 79440               |
| L’Absie                   | 1.078                    | 13,02      | 83               | 79001      | 79240               |
| La Chapelle-Saint-Laurent | 2.080                    | 28,85      | 72               | 79076      | 79430               |
| La Forêt-sur-Sèvre        | 2.261                    | 55,94      | 40               | 79123      | 79380               |
| Largeasse                 | 750                      | 30,35      | 25               | 79147      | 79240               |
| Le Pin                    | 1.069                    | 19,09      | 56               | 79210      | 79140               |
| Moncoutant-sur-Sèvre      | 5.100                    | 92,78      | 55               | 79179      | 79240, 79320, 79380 |
| Montravers                | 368                      | 10,12      | 36               | 79183      | 79140               |
| Neuvy-Bouin               | 484                      | 25,30      | 19               | 79190      | 79130               |
| Saint-André-sur-Sèvre     | 637                      | 19,85      | 32               | 79236      | 79380               |
| Saint-Paul-en-Gâtine      | 496                      | 15,39      | 32               | 79286      | 79240               |
| Trayes                    | 115                      | 7,20       | 16               | 79332      | 79240               |
| Kanton Cerizay            | 26.282                   | 470,30     | 56               | 7904       | –                   |

Bis zur landesweiten Neuordnung der französischen Kantone im März 2015 gehörte zum Kanton Cerizay die zehn Gemeinden Bretignolles, Cerizay, Cirières, Combrand, Courlay, La Forêt-sur-Sèvre, Le Pin, Montravers, Saint-André-sur-Sèvre und Saint-Jouin-de-Milly. Sein Zuschnitt entsprach einer Fläche von 214,39 km2. Er besaß vor 2015 einen anderen INSEE-Code als heute, nämlich 7907.

## Veränderungen im Gemeindebestand seit 2016
2019: Fusion La Chapelle-Saint-Étienne, Le Breuil-Bernard, Moncoutant, Moutiers-sous-Chantemerle, Pugny und Saint-Jouin-de-Milly → Moncoutant-sur-Sèvre